# オルガナ
オルガナ（Orγana, Orqïna　ペルシア語：اولغانه Ulghāna/Olghāna  生没年不詳）は、中央アジアを支配したチャガタイ・ハン国の第5代当主（1252年 - 1260年）。オルクナ（Orqïna）、オルキナ（Orqina）とも表記される。ペルシア語史料『集史』では اورقنه خاتون Ūrqana Khātūn/Ūrqina Khātūn と表される。

## 生涯
オルガナはオイラト王家の当主クドカ・ベキの次男トレルチと、チンギス・カンとその第1皇后ボルテとの第二皇女チチェゲンとの娘である。同父母兄弟には、ブカ・テムル、ボル・トゥア、バルス・ブカがおり、同父母姉妹にはトルイ家のアリクブケの第一正妃イルチガミシュや同じくフレグの第二正妃グユク・ハトゥンがいる。チンギス・カンは治世の後半に自らの息子や孫たちとオイラト王家の子弟たちとの通婚を緊密にしていたことが知られているが、オルガナは姉妹がトルイ家やジョチ家に嫁ぐ例が多かった中で、チャガタイ家に嫁ぐことになった。
1252年、第4代皇帝モンケ・カアンは自身の即位に反対した勢力を粛清するとともに、チャガタイ・ウルスの当主（カン）であったイェス・モンケを処刑し、代わってカラ・フレグを次の当主にすることを決めたが、カラ・フレグは赴任する途中で死去してしまう。代わりにカラ・フレグの妃オルガナはイェス・モンケの死刑を実行し、チャガタイ・ウルスの政務を代行する。
1253年、モンケ・カアンより西方遠征を任されたフレグがチャガタイ・ウルスを通過するためアルマリクへやってくると、オルガナ・カトゥンと他の婦人たちはフレグを歓迎して宴を催した。
1260年、4月にトルイの6男アリクブケが、6月にトルイの4男クビライが相次いて第5代カアンに即位し、帝国で2人のカアンが並び立った。クビライはブリの子アビシュカをチャガタイ・ウルスの当主に任命し、その兄弟とともに任地へ派遣したが、陝西地方においてアリクブケ派に捕らえられてしまう。アリクブケ・カアンは代わりにチャガタイの6男バイダルの子アルグをチャガタイ・ウルスの当主としてビシュバリクに派遣した。権力を奪われたオルガナはアリクブケ・カアンのもとへ行き、このことを訴えた。
1264年、アルグがアリクブケ・カアンを裏切ったため、アリクブケ・カアンはアルマリクのアルグ征討をおこない、アルグの軍隊をことごとく殺害、アルグはサマルカンドに退却した。しかし、アリクブケの将校たちはそんな彼の残虐性に愛想を尽かし、合わせて飢饉に見舞われたため、次々と離反してクビライ側についていった。アリクブケ・カアンには一握りの軍隊しか残らなくなったので、アルグに講和を求めるべく、オルガナ・カトゥンとマスウード・ベイをアルグのもとへ派遣した。しかし、アルグはオルガナと結婚し、マスウード・ベイを財務長官に任命して抱き込んでしまう。
1266年、アルグが薨去すると、オルガナはカラ・フレグとの子であるムバーラク・シャーをチャガタイ・ウルスのカンに即位させた。クビライ・カアンは彼のカン位を追認し、共同統治者としてイェスン・トアの子バラクを派遣したが、バラクはまもなくしてムバーラク・シャーからカン位を奪い、自ら即位した。